# گمینا دنبنگتسا کاشوبسکا
گمینا دنبنگتسا کاشوبسکا (به لهستانی:  Gmina Dębnica Kaszubska) یک گمینا در لهستان است که در شهرستان سووپسک واقع شده‌است. گمینا دنبنگتسا کاشوبسکا ۳۰۰٫۰۲ کیلومتر مربع مساحت و ۹٬۴۲۲ نفر جمعیت دارد.